# チャツムタケ
チャツムタケ（茶錘茸、学名: Gymnopilus picreus）はチャツムタケ属に属する秋に倒木に生える赤色から黄色の小型のキノコ（菌類）。かつてはフウセンタケ科、モエギタケ科に属していたが、現在はヒメノガステル科に編入されている。

## 分布・生態
北半球の温帯から寒帯に分布する。
腐生菌（腐生性）。おもに秋に、マツやモミなどの針葉樹の朽木や枯れ木や古い切り株に、束生から群生する。

## 形態
子実体は傘と柄からなる。傘径は1.5 - 4センチメートル (cm) またはそれ以上。円錐形または釣鐘形および饅頭形の状態からやがて扁平形になる。傘の表側は黄褐色から茶褐色で中央は濃い。表面はなめらかで平滑であり、水がしみ込んだよう。傘は古くなると縁の部分にやや条線をあらわす。
傘の裏側のヒダは初め明るい黄色だが、胞子が熟すと錆色に変わる。胞子は8.5 - 10 × 4.5 - 6マイクロメートル (μm) で、アーモンド形、いぼに覆われる。密で、ひだに垂生。
柄の高さは2 - 5 cmで太さは直径2 - 4ミリメートル (mm) 。柄の上部は淡褐色で下部は暗褐色で白色の綿くず状のささくれがある。柄の中は空洞になっている。上下は同じ太さかまたは上方がやや細く、かすかな縦の模様があり、つばはない。
肉はやや強いキノコ臭があり、味は苦い。

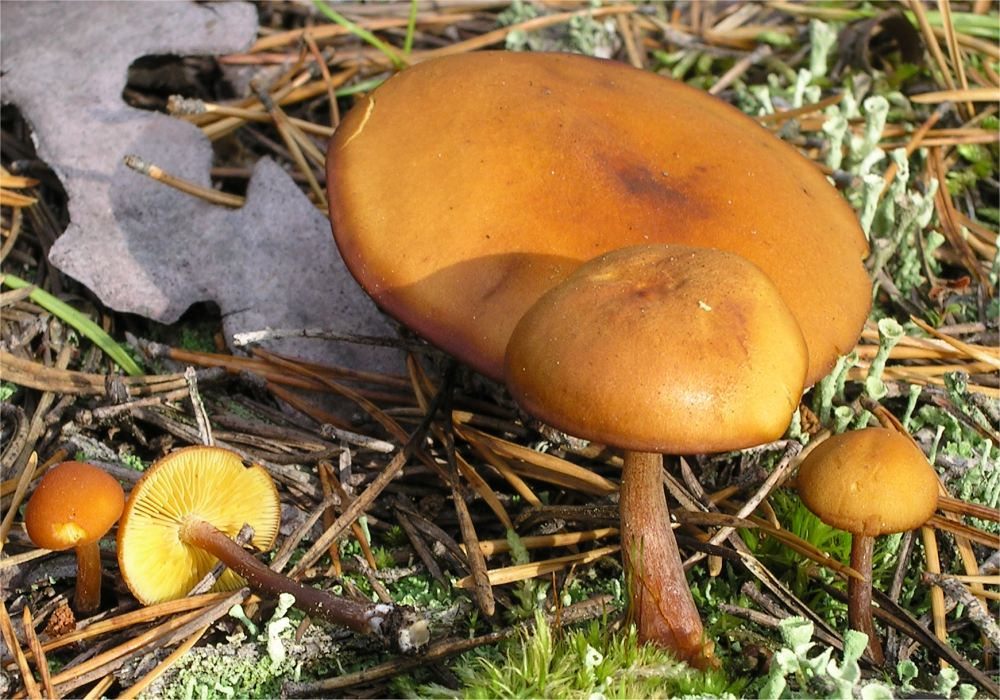
成菌と幼菌
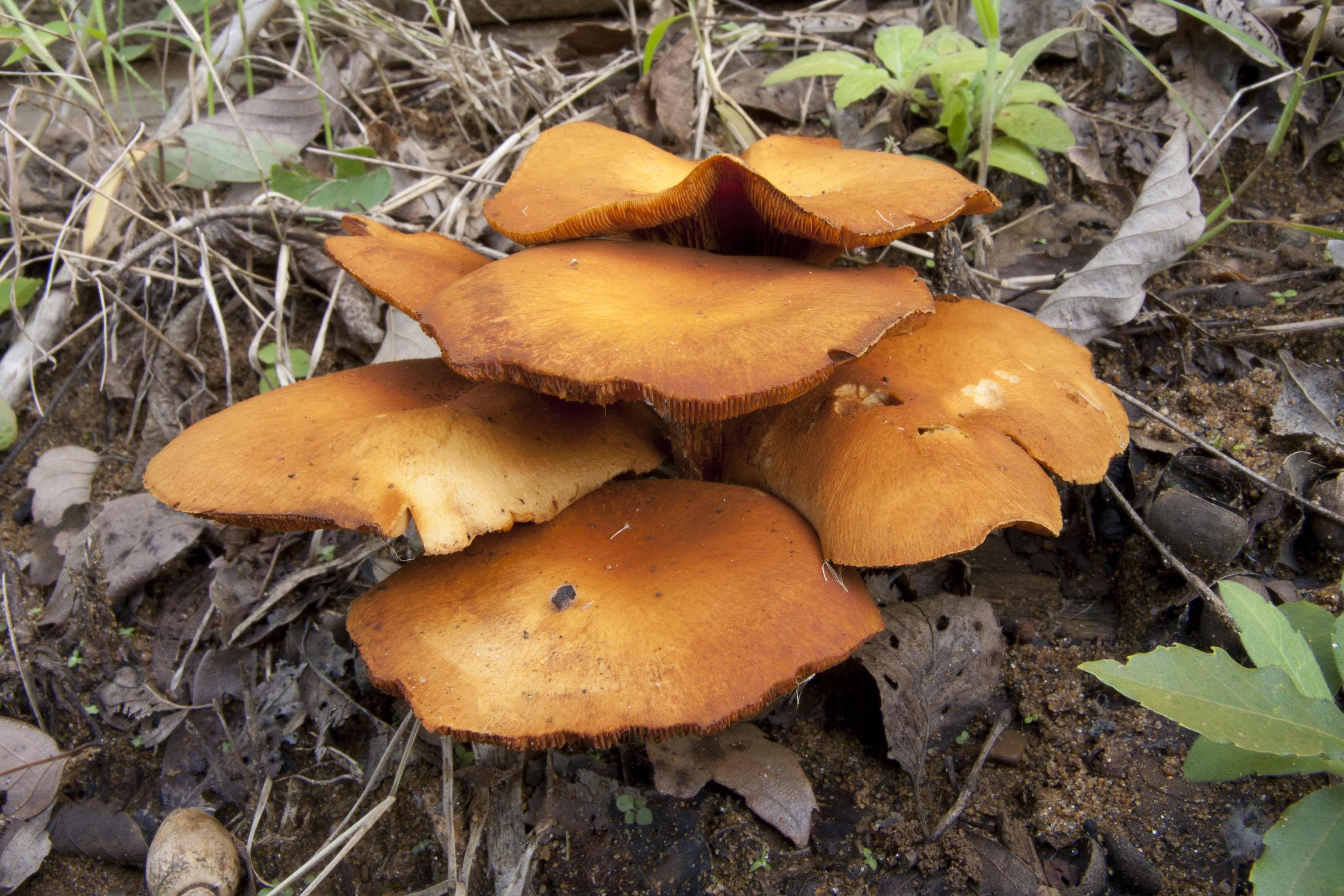
老菌
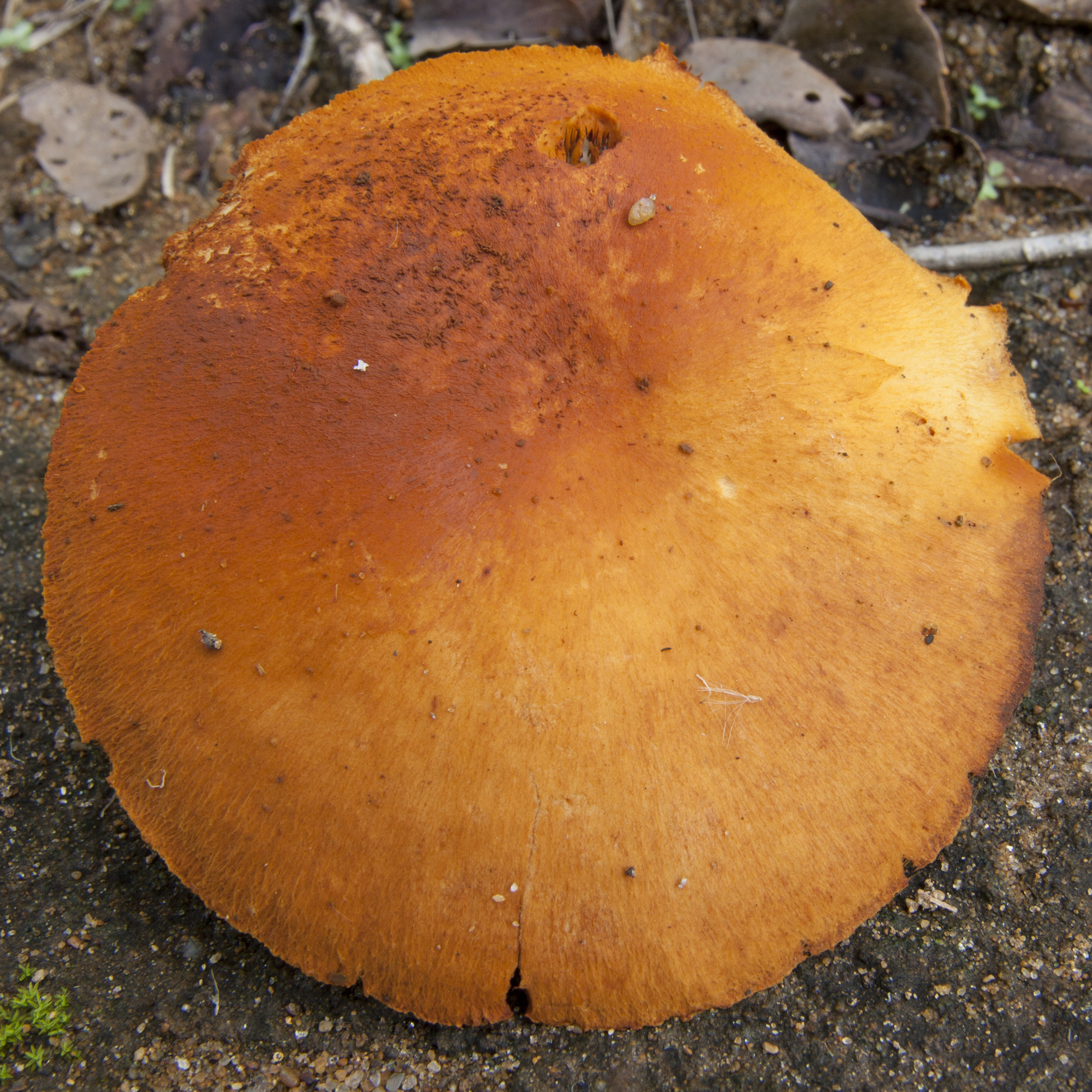
傘表面
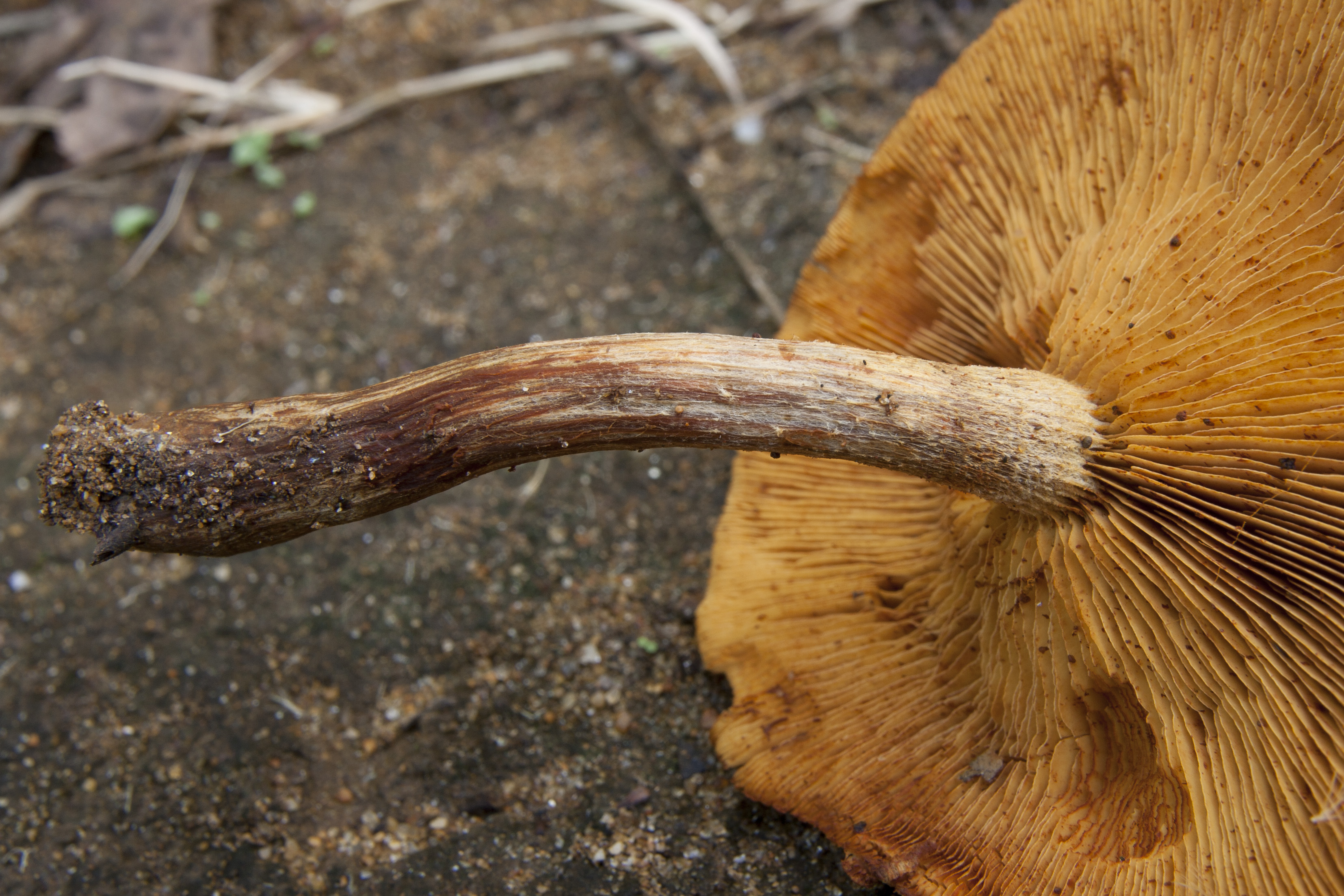
ヒダと柄

## 毒
毒成分として少量のシロシビン類が検出されている。シロシビンは、頭痛、悪寒、平衡感覚の喪失、めまい、血圧降下、幻覚、精神錯乱、暴力など中枢神経系の中毒を起こす。このシロシビンはメキシコの原住民が宗教儀式に使っていたキノコなどに含まれている。中枢神経の視覚に関与するセロトニン受容体に作用し、これによって幻覚や精神錯乱を引き起こすと考えられている。

## 似ているキノコ
色や形が地味で生え方が食用キノコのエノキタケ（Flammulina velutipes）やナラタケ（Armillaria mellea subsp. nipponica）、キツブナラタケ（Armillaria sp.）に似ている。チャツムタケは毒キノコであるので、キノコ狩りでそれらと間違えて食べるおそれがあることから注意喚起されている。